# Cis platensis
Cis platensis là một loài bọ cánh cứng trong họ Ciidae. Loài này được Brethes miêu tả khoa học năm 1922.